# Aermacchi-triporteurs
Aermacchi-triporteurs waren lichte, driewielige transportvoertuigen die door het Italiaanse bedrijf Aermacchi werden geproduceerd.

## Macchitre MB 1 (Macchi Diesel) Aermacchi ND 3

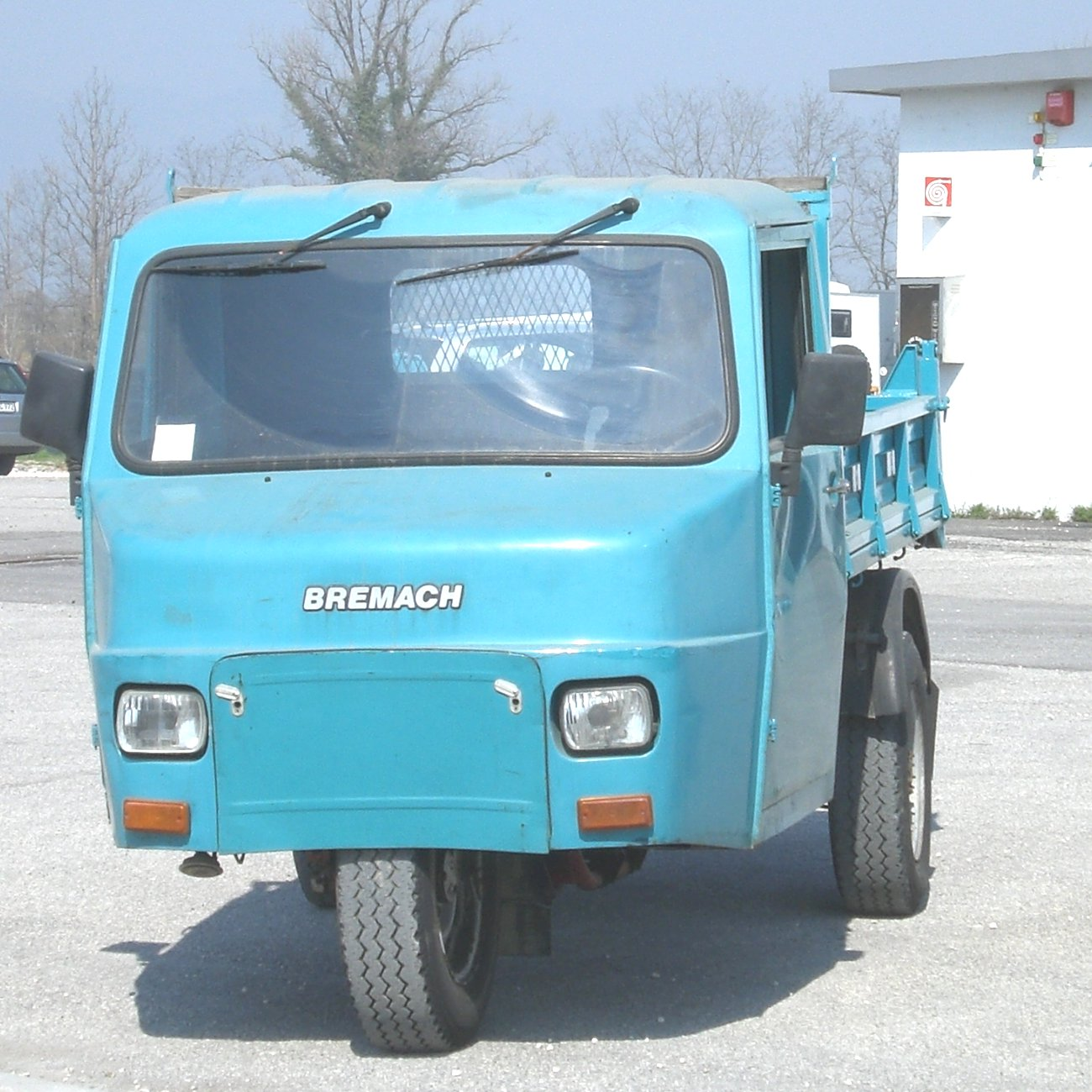
De Macchitre in de modernere uitvoering van Bremach

De Italiaanse vliegtuigbouwer Aeronautica Macchi stond na de Tweede Wereldoorlog onder controle van de geallieerden en mocht slechts op beperkte schaal vliegtuigen produceren. Daarom besloot men lichte voertuigen te gaan produceren, waarvan de Macchitre (Macchi Drie) MB 1 het eerste was. Daarna zou men zich jarenlang richten op de bouw van motorfietsen, die dan op hun beurt weer de basis vormden voor andere triporteurs, zoals de Aermacchi Cavaliere. De Macchitre werd ontworpen door Ermanno Bazzocchi en werd in veel uitvoeringen geleverd. De Macchitre was meteen populair vanwege zijn grote comfort en de sterke, zware motor. Het comfort kwam vooral door de bladvering van de laadbak en de bijzondere voorwielophanging, die van de vliegtuigen stamde. Daarmee kon de Macchitre goed concurreren met bijvoorbeeld de Moto Guzzi Ercole. De Macchitre MB 1 had een tweepersoons cabine en aanvankelijk een 750 cc tweecilinder viertaktmotor die in 1955 werd vervangen door een 973 cc dieselmotor. Daarna werd het model ook als "Macchi Diesel" verkocht. Afhankelijk van de uitvoering lag het laadvermogen van de Macchitre tussen 1.175 en 1.500 kg, maar dat kon tot 2.500 kg worden uitgebreid met een aanhangwagen.
In 1957 ging de firma Ing. Negri & c. S.p.a. in licentie een lichtere (max. 750 kg) versie van de Macchitre bouwen, maar de productierechten van het origineel gingen in 1971 naar Fratelli BRENNA, waardoor het nieuwe merk Bremach (BREnna-MACCHi) ontstond. Het voertuig werd wel voorzien van een moderner uiterlijk, de Bremach was hoekiger dan de klassieke, ronde lijnen die de Macchitre oorspronkelijk had. Bremach produceerde de driewieler tot in de jaren negentig. Van 1964 tot 1971 werd het modernere model ook als "Aermacchi ND 3" verkocht.

## MB 8 (Cavaliere 125) en Cavaliere 150

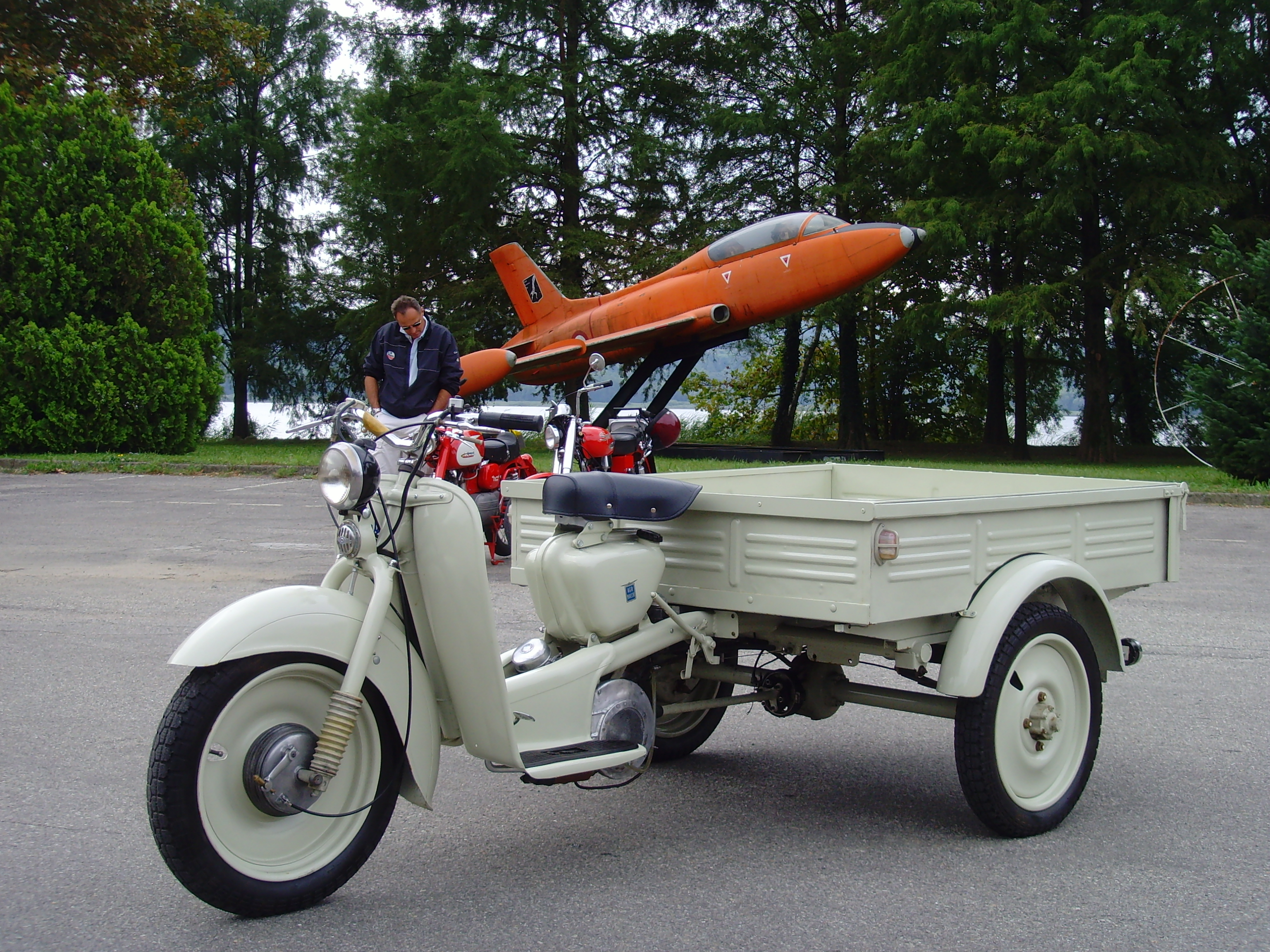
Aermacchi Cavaliere 150

In 1954 verscheen de eerste lichte "motocarro" van Aermacchi. Het was een op de 125 Ghibli gebaseerde machine, met grof gezegd een scooter-voorkant en een laadbak. De voorvork was wel anders: de Ghibli scooter had een schommelvoorvork, de MB 8 kreeg een telescoopvork. In 1957 werd deze MB 8 opgevolgd door de Cavaliere 150, die het motorblokje van het Zeffiro 150 scootertje kreeg. Bij beide modellen werden stuur en koplamp veel eenvoudiger uitgevoerd dan op de scooters. Bij de Cavaliere 150 lag de extra grote accu onbeschermd voor de laadbak.

### Technische gegevens
| Aermacchi              | Macchitre MB 1 (ND 3)                                | Cavaliere 125                     | Cavaliere 150                     |
| ---------------------- | ---------------------------------------------------- | --------------------------------- | --------------------------------- |
| Periode                | 1945-1971                                            | 1954-1957                         | 1957-1960                         |
| Categorie              | triporteur                                           | triporteur                        | triporteur                        |
| Motortype              | tweecilinder viertakt later tweecilinder dieselmotor | eencilinder tweetakt              | eencilinder tweetakt              |
| Bouwwijze              | boxermotor                                           | liggende eencilinder              | liggende eencilinder              |
| Koeling                | Geforceerde luchtkoeling                             | Geforceerde luchtkoeling          | Geforceerde luchtkoeling          |
| boring                 | onbekend                                             | 52 mm                             | 57 mm                             |
| slag                   | onbekend                                             | 58 mm                             | 58 mm                             |
| Cilinderinhoud         | ca. 750 cc, diesel ca. 1.000 cc                      | 123,2 cc                          | 148 cc                            |
| Carburateur(s)         | onbekend/nv.t.                                       | onbekend                          | onbekend                          |
| Smeersysteem           | wet sump                                             | mengsmering                       | mengsmering                       |
| Compressieverhouding   | onbekend                                             | 5,7:1                             | 7,4:1                             |
| Max. Vermogen          | onbekend                                             | 4,8 kW/5 pk bij 5.000 tpm         | 3,7 kW/6,5 pk bij 5.000 tpm       |
| Topsnelheid            | 60 km/h                                              | ca. 55 km/h                       | ca. 55 km/h                       |
| Primaire aandrijving   | onbekend                                             | tandwielen                        | tandwielen                        |
| koppeling              | onbekend                                             | meervoudige droge platenkoppeling | meervoudige droge platenkoppeling |
| versnellingen          | 8 (2 x 4)                                            | 4                                 | 4                                 |
| Secundaire aandrijving | cardanas                                             | cardanas                          | cardanas                          |
| Rijwielgedeelte        | ruggengraatchassis                                   | ruggengraatchassis                | ruggengraatchassis                |
| Voorvork               | n.v.t.                                               | telescoopvork                     | telescoopvork                     |
| Achtervork             | starre as met bladvering                             | starre as met bladvering          | starre as met bladvering          |
| Remmen                 | trommelremmen (hydraulisch)                          | trommelremmen (mechanisch)        | trommelremmen (mechanisch)        |
| Tankinhoud             | onbekend                                             | 7 liter                           | 6 liter                           |
| Droog gewicht          | onbekend                                             | 170 kg                            | 190 kg                            |
| Laadvermogen           | 1.175-1.500 kg                                       | 300 kg                            | 350 kg                            |
| Voorganger             | geen                                                 | geen                              | Cavaliere 125                     |
| Opvolger               | geen                                                 | Cavaliere 150                     | geen                              |